# Radio Grand Caire

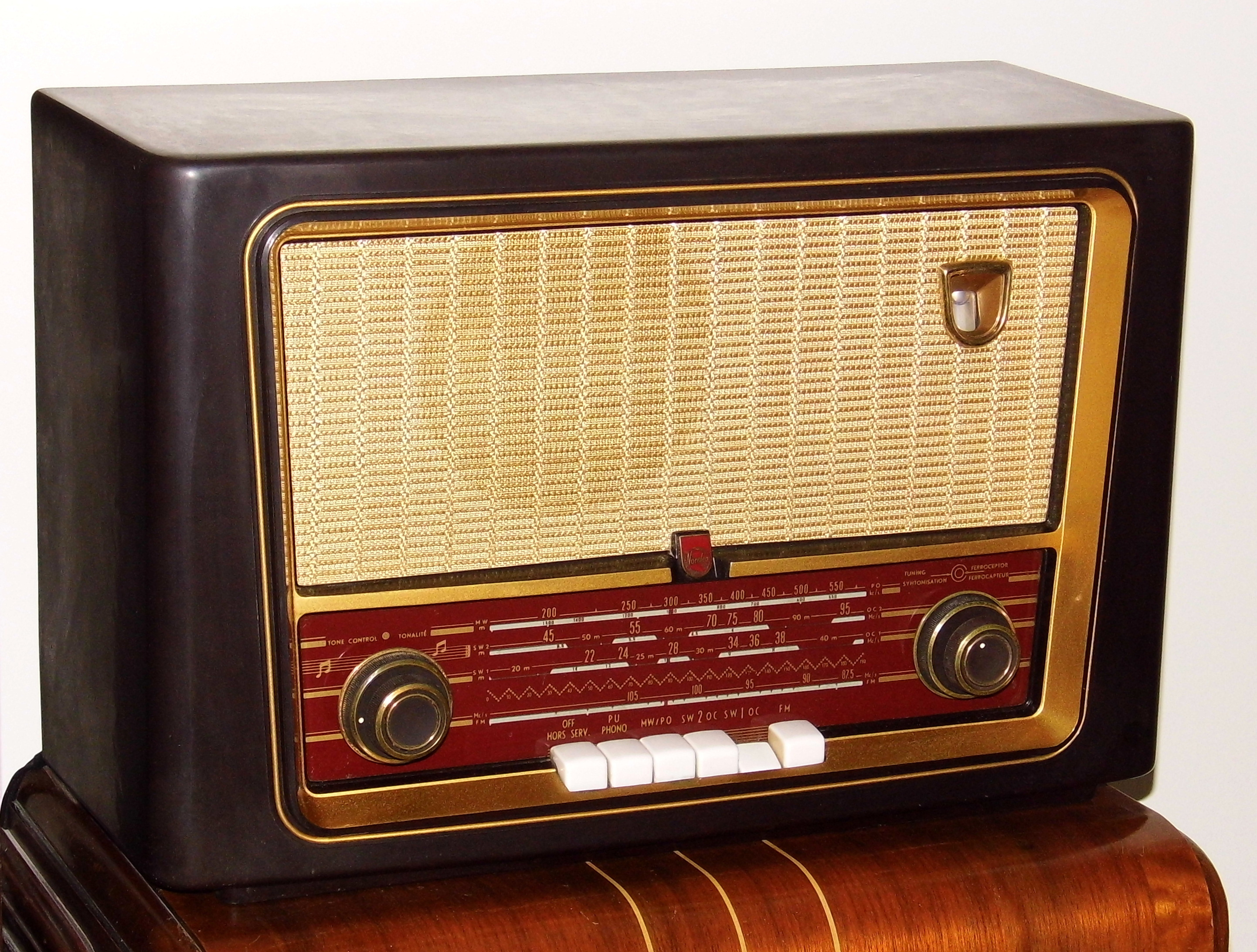
Poste radio Vintage Norelco (Philips)

Radio Grand Caire ou Radio Al kahera al-kobra (en arabe:إذاعة القاهرة الكبري) est une station de radio égyptienne d'État. Diffusée au Caire et dans ses environs, elle appartient au réseau régional de l'Union de la radio et de la télévision égyptienne. Elle fut fondée en 1981. Elle est diffusée en FM et sur Nilesat.